# Big Daddy Weave

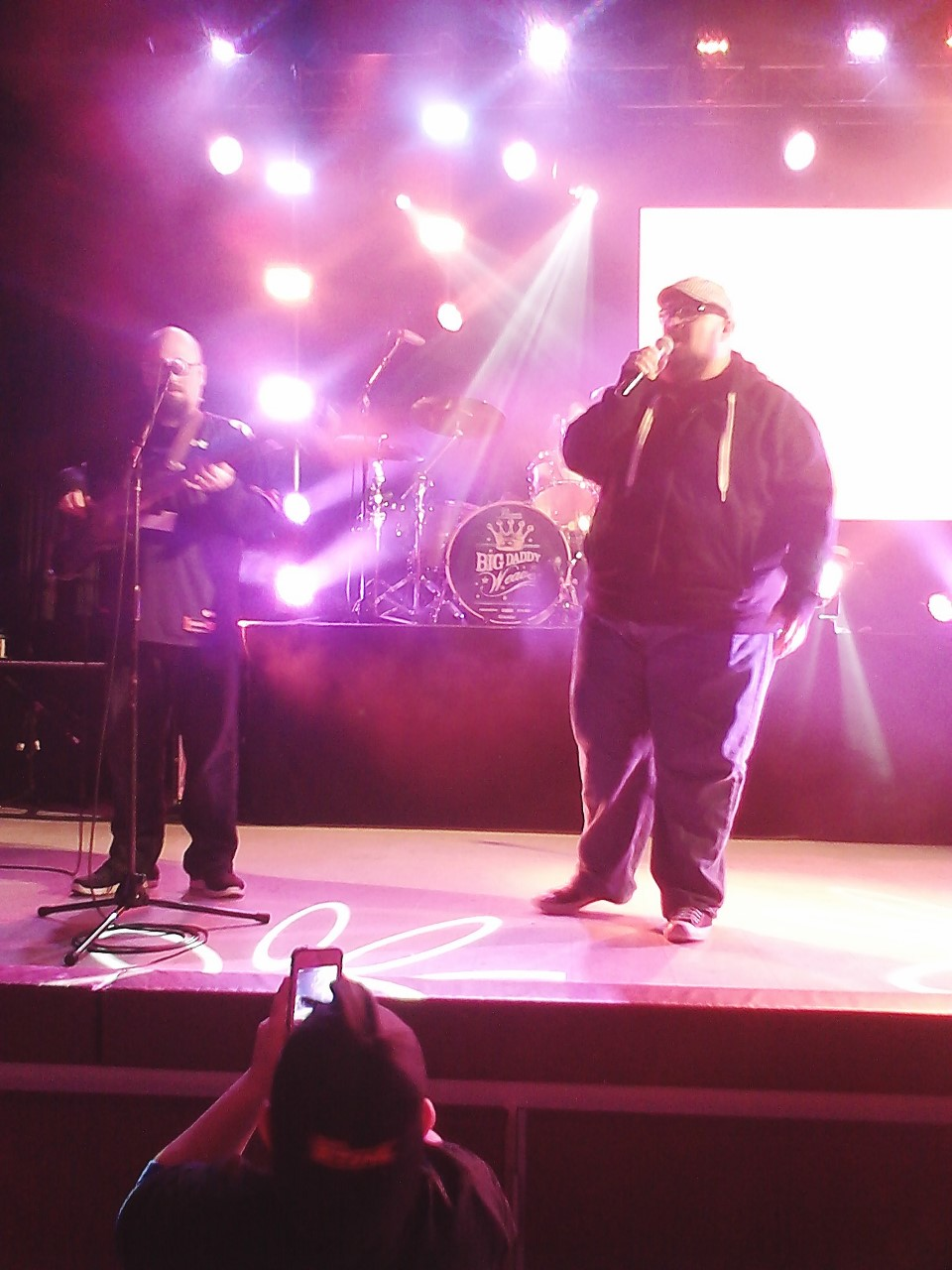
Big Daddy Weave viver concerto no ano 2013

Big Daddy Weave é uma banda cristã contemporânea formado em Mobile, Alabama. O grupo é composto por Mike Weaver (vocal), Jay Weaver, Jeremy Redmon, Jeff Jones e Joe Shirk. Suas canções populares incluem: "Every Time I Breathe", "Audience of One", "In Christ", "Fields of Grace", "Without You", e "What Life Would Be Like". Eles são contratados para Fervent Records.
A banda se encontrou depois da faculdade na University of Mobile. Mike Weaver servia como líder de adoração de uma igreja  Pensacola, Flórida e frequentava uma faculdade comunitária na área. Ele foi para a Universidade na época de seu pastor e estudou voz.